# Parallactic Island
Parallactic Island (von englisch parallactic ‚parallaktisch, die Parallaxe betreffend‘) ist eine Insel vor der Mawson-Küste des ostantarktischen Mac-Robertson-Lands. Sie ist die nordwestlichste der Parallactic Islands in der Holme Bay.
Norwegische Kartografen kartierten sie anhand von Luftaufnahmen, die bei der Lars-Christensen-Expedition 1936/37 entstanden. Das Antarctic Names Committee of Australia (ANCA) benannte sie so, da die Insel Teilnehmern der Australian National Antarctic Research Expeditions im Jahr 1961 als Standort für Parallaxenmessungen des Polarlichts diente.